# Michael Hardt
Michael Hardt (født 1960) er en amerikansk politisk filosof og litterær teoretiker, måske bedst kendt for Imperiet, skrevet med Antonio Negri og udgivet i 2000. Slavoj Žižek har blandt andre udråbt værket som Det Kommunistiske Manifest for det 21. århundrede. Hardt har, sammen med Negri, fået en vigtig rolle som intellektuel i den såkaldte alter-globaliseringsbevægelse. Hardt har base på Duke University.

## Værker

### Imperiet
I Imperiet beskriver Hardt og hans medforfatter overgangen fra moderne imperialisme, centreret omkring nationalstater, til en postmoderne netværksstruktur som de kalder Imperiet. Imperiet breder sig ind i alle livets sfærer, og overskrider samtidigt nationalstaternes grænser, for at i stedet fungere i et globalt netværk uden centrum. Hardt & Negri hvad de ser som krafter af nutidig klassekamp, globalisering og varegørelsen af sociale tjenester (eller produktion af affekter), har potentialet til at udløse social forandring af hidtil usete dimensioner.

### Mængden
Efterfølgeren Multitude: War and Democracy in the Age of Empire, der blev udgivet i august 2004, forsøger at indkredse begrebet om mængden, først berørt i Imperiet som et mulig subjekt for demokratisk handling i globale dimensioner.

### Fælles rigdom
Den tredje og afsluttende del af trilogien, Commonwealth ("fælles rigdom"), udkom i efteråret 2009. Det fælles henviser både til det naturlige fælles (naturens goder) og det sociale fælles (fælles viden, affekter, idéer etc.). Det fælles defineres som hinsides ejendom, fordi så snart det fælles ejes af nogen, korrumperes og handikappes det. Hardt & Negri placerer sig derved udenfor den normale dikotomi mellem liberalisters betoning af privat ejendom og socialisters betoning af offentlig/statslig ejendom. Wikipedia og The Pirate Bay er eksempler på fælles rigdom, som hverken private eller offentlige institutioner har ejerskab over. Begrebet om det fælles anvendes desuden i emner som institutionaliseringen og forandringen af almenviden ('common sense'), og i den kontinuerlige biopolitiske produktion af en ny menneskehed ('the metamorphosis of our common nature'). Udover at genoptage nogle af emnerne og begreberne fra de to forrige bøger, udfolder i større stil betingelserne for at initiere gennemgribende social forandring, dvs. revolution, og de organisationsformer som dette må styres gennem, dvs. demokrati.

#### Træningen af affekter
Hardts tænkning beskæftiger med det politiske livs affekter, såsom indignation. Andre affekter, der normalt ikke indgår i et politisk vokabularium, forsøger han at politisere og udvide fra deres almindelige betydning: fx latter og kærlighed. Mængdens politik ('the politics of the multitude') er ikke kun om at kontrollere produktionsmidlerne eller frigørende ens egen subjektivitet. Revolutionen må styres gennem en horisontal organisation, der afhænger af den politiske træning af affekter som kærlighed, glæde og latter.